# Генсбахер, Йозеф
Йозеф Генсбахер (нем. Josef Gänsbacher; 6 октября 1829, Вена — 5 июня 1911, Вена) — австрийский музыкальный педагог. Сын композитора Иоганна Генсбахера.

## Биография
Окончил Венский университет как юрист, в 1855 году защитил диссертацию доктора права, практиковал как адвокат. В то же время был увлечён музыкой, брал уроки вокала (в том числе у Джованни Джентильуомо). Дружеские отношения связывали Генсбахера с Иоганнесом Брамсом, посвятившим ему Сонату № 1 для виолончели и фортепиано. 
По рекомендации Брамса в 1863 году Генсбахер был принят преподавателем вокала в Венскую консерваторию, в которой проработал до 1904 года, с 1876 г. профессор. Учениками Генсбахера в разные годы были 70 будущих вокалистов, среди которых ряд крупных исполнителей: Леопольд Демут, Мария Вильт, Николаус Ротмюль, Алоис Пеннарини, Герман Ядловкер и др.
Генсбахер был также одарённым виолончелистом-любителем, написал ряд песен.